# Алиев, Гасан Алирза оглы
Гаса́н Алирза́ оглы́ Али́ев (азерб. Həsən Əlirza oğlu Əliyev; 28 декабря 1907 [10] января 1908, Джомардлы, Елизаветпольская губерния — 2 февраля 1993, Баку) — советский и азербайджанский учёный, академик АН Азербайджанской ССР, Заслуженный деятель науки Азербайджанской ССР (1974). Старший брат третьего президента Азербайджана Гейдара Алиева.

## Биография

### Юность
Гасан Алиев родился 15 декабря 1907 года в азербайджанском селе Джомардлы Зангезурского уезда (ныне — село Танаат, Сюникская область, Армения) в семье Алиевых.
Когда в Нахичевани в конце 1922 года стало формироваться пионерское движение, Гасан Алиев оказался в отряде Г. Тагиева, который стал одним из организаторов пионерских отрядов в Нахичевани. Гасан Алиев рассказывал:
В конце 1922 года, когда я был ещё подпаском, вступил в только что организованный пионерский отряд при школе, которая находилась невдалеке от мечети в Нахичевани. Нам выдали пионерскую форму и красные галстуки. Спустя некоторое время, в конце 1923 года, меня назначили вожатым отряда. Мой отряд, наряду с тремя другими, входил в первый созданный в Нахичевани пионерский коллектив. Этот пионерский коллектив, состоящий из четырёх отрядов, размещался в бывшем помещении лавки на крытом рынке. Руководителем был Аскер Кенгерли. При пионерском коллективе функционировал драматический кружок. Однажды мы выезжали на гастроли в Эривань, там переночевали в общежитии школы, а наутро показали пионерам спектакль.
В период с 1924 по 1930 годы он учился в Сельской вечерней школе в городе Нахичевань.

### Научная деятельность
В 1932 году окончил Азербайджанский сельскохозяйственный институт. В 1934 году Алиев окончил аспирантуру Азербайджанского научно-исследовательского института хлопководства в Кировабаде (Гянджа). С началом Великой Отечественной войны Гасан Алиев прерывает свои научные исследования и отправляется на фронт. В 1943 году в одном из боёв он получил серьёзное ранение и был демобилизован с фронта. Вернувшись к научной деятельности, в 1944 году он защитил кандидатскую диссертацию на тему «Почвы нижних течений рек на юго-восточных склонах Большого Кавказа».
В течение 1944—1949 годов он работал заместителем директора Института почвоведения и агрохимии АН Азербайджана, а в 1945—1949 годах — старшим преподавателем азербайджанского государственного педагогического института, затем до 1952 года — директором Института ботаники АН Азербайджана. В 1952 году Алиева был избран действительным членом АН Азербайджанской ССР. Секретарь ЦК КП Азербайджана (1952), член ЦК КП Азербайджана (1952—1954), депутат Верховного Совета Азербайджана. В 1968—1987 годах работал директором Института географии АН Азербайджана. В то же время, с 1946 до 1962 года, он являлся председателем Азербайджанского филиала Всесоюзного общества почвоведения. В 1980 году Гасана Алиева избрали президентом Азербайджанского географического общества, а в 1986 году председателем Азербайджанской комиссии по охране природы.
Имя Гасана Алиева носит Зангезурский национальный парк в Ордубадском районе Нахичеванской Автономной Республики.

## Память
- Институт географии Национальной Академии Наук Азербайджана имени академика Гасана Алиева.
- Национальный парк Зангезур имени академика Гасана Алиева.
- Премия Государственного комитета по экологии и природопользованию имени академика Гасана Алиева (1994).
- Улица академика Гасана Алиева, Азербайджанская Республика, Баку, Az 1078.
- Агролесной массив имени академика Гасана Алиева (в связи со 110-летним юбилеем).

Мемориальная доска на стене дома в Гяндже, в котором жил Гасан Алиев в 1934-35 гг.
Мемориальная доска на стене дома в Баку, в котором жил Гасан Алиев в 1957-93 гг.
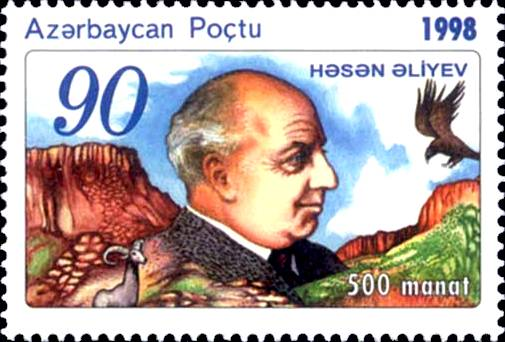
На почтовой марке Азербайджана (1998)[3].

## Награды
- орден Ленина
- орден Октябрьской Революции (10.03.1982)
- орден Отечественной войны II степени (11.03.1985)
- орден Трудового Красного Знамени
- орден Красной Звезды
- орден «Знак Почёта» (1950)
- медаль «За отвагу» (15.02.1943)
- медали